# 조지아 대통령

조지아의 국장

조지아 대통령궁

조지아의 대통령(조지아어: საქართველოს პრეზიდენტი)은 조지아의 국가 원수, 군 최고 사령관, 조지아 정부의 최고 직위이다. 행정 권력은 대통령과 총리 사이에 분할되어 있으며, 이 직위는 조지아가 소비에트 연방으로부터 독립한 지 5일 후인 1991년 4월 14일, 조지아 최고 위원회에 의해 도입되었다. 대통령의 임기는 1회 중임이 가능한 5년이다. 현재 대통령은 미헤일 카벨라슈빌리이다.

## 대통령 목록
| # | 이름                      | 이미지          | 취임                                          | 후임                                                         | 정당                                                 | 임기           |
| - | ------------------------- | --------------- | --------------------------------------------- | ------------------------------------------------------------ | ---------------------------------------------------- | -------------- |
| 1 | 즈비아드 감사후르디아     |                 | 1991년 4월 14일 (지명) 1991년 5월 26일 (취임) | 1992년 1월 6일 (퇴임 선언) 1993년 12월 31일 (재임 중 사망함) | 라운드 테이블-자유 조지아 (Round Table-Free Georgia) | 1              |
| 2 | 에두아르트 셰바르드나제   |                 | 1995년 11월 26일                              | 2000년 4월 30일                                              | 조지아 시민 연합                                     | 1              |
| 2 | 에두아르트 셰바르드나제   | 2000년 4월 30일 | 2003년 11월 23일 (사임)                       | 2                                                            | 조지아 시민 연합                                     |                |
| 2 | 니노 부랴나제 (권한 대행) |                 | 2003년 11월 23일                              | 2                                                            | 2004년 1월 25일                                      | 통합국민운동당 |
| 3 | 미헤일 사카시빌리         |                 | 2004년 1월 25일                               | 2007년 11월 25일                                             | 통합국민운동당                                       | 1              |
| 3 | 니노 부랴나제 (권한 대행) |                 | 2007년 11월 25일                              | 2008년 1월 20일                                              | 통합국민운동당                                       | 1              |
| 3 | 미헤일 사카시빌리         |                 | 2008년 1월 20일                               | 2013년 11월 17일                                             | 통합국민운동당                                       | 2              |
| 4 | 기오르기 마르그벨라슈빌리 |                 | 2013년 11월 20일                              | 2018년 12월 16일                                             | 조지아의 꿈-민주 조지아(~2013) 무소속                | 1              |
| 5 | 살로메 주라비슈빌리       |                 | 2018년 12월 16일                              | 2024년 12월 29일                                             | 조지아의 방식(2006~2011) 무소속                      | 1              |
| 6 | 미헤일 카벨라슈빌리       |                 | 2024년 12월 29일                              |                                                              | 민중의 힘(2022~2024) 무소속                          | 1              |